# Pierre Bénard
Pour les articles homonymes, voir Bénard.
Pierre Bénard est un journaliste, écrivain  et scénariste français, né le 17 novembre 1898 dans le 5e arrondissement de Paris et mort le 22 décembre 1946 dans le 6e arrondissement de Paris.

## Biographie

### Origines
Pierre Marie Joseph Bénard naît le 17 novembre 1898 dans le 5e arrondissement de Paris, de Paul Bénard, clerc d'avoué, et de Marie Cécile Émilie Leclerc. 

### Carrière
Pierre Bénard fait ses débuts comme journaliste dans les années 1920 à L'Œuvre, où il tient la rubrique judiciaire, et à Bonsoir. 
Auteur de romans gais et de nombreuses préfaces pour des ouvrages sur la réalité judiciaire, il fait également du grand reportage pour divers hebdomadaires dont Gringoire — dont il s'éloignera en 1934. 
Il entre au Canard enchaîné en 1923, et en devient rédacteur en chef en 1936. Il s'oppose à cette époque à Jean Galtier-Boissière, à propos de l'intervention militaire de la France dans la guerre d'Espagne. 
Pendant la Seconde Guerre mondiale, il écrit clandestinement dans Combat et dans Les Lettres françaises des articles non signés mais au style identifiable, par calembours, bons mots et incessants retours à la ligne. Au début de 1944, il participe à un autre journal clandestin Défense de la France.
Il retrouve la direction de la rédaction du Canard enchaîné à la Libération. 

### Mort
Pierre Bénard meurt peu après, le 22 décembre 1946 en son domicile du 8, rue Monsieur-Le-Prince (6e arrondissement de Paris), et est inhumé au cimetière du Montparnasse (13e division). 

### Vie privée
Pierre Bénard a épousé Carmen Hublet le 30 janvier 1926 à la mairie du 9e arrondissement de Paris,. 

## Publications
- Les Bars des mauvais garçons, éditions de France, 1931
- Malikoko, président de la République, éditions de France, 1931
- Ces Messieurs de Buenos-Aires, éditions de France, 1932
- À la Martinique, c'est ça qu'est chic..., éditions de France, 1933
- Avec les figurantes, éditions de France, 1934
- Mille neuf cent... 45 fillette, 67 dessins de Jean Effel, préface de Pierre Bénard, Bruxelles, Édibel, 1945

## Filmographie

### Dialoguiste
- 1943 : Je suis avec toi d'Henri Decoin
- 1945 : Le Roi des resquilleurs de Jean Devaivre

### Scénariste
- 1947 : Le Café du Cadran de Jean Gehret et Henri Decoin (ce dernier n'étant pas crédité)